# Gareth L. Powell
Pour les articles homonymes, voir Powell.
Œuvres principales
- Série Braises de guerre

Gareth Lyn Powell, né en 1970 à Bristol en Angleterre, est un romancier et nouvelliste britannique de science-fiction.

## Œuvres

### SérieAck-Ack Macaque
1. (en) Ack-Ack Macaque, 2012Prix British Science Fiction du meilleur roman 2013
2. (en) Hive Monkey, 2013
3. (en) Macaque Attack, 2014

### SérieBraises de guerre
1. Braises de guerre, Denoël, coll. « Lunes d'encre », 2019 ((en) Embers of War, 2018), trad. Mathieu Prioux, 400 p.  (ISBN 978-2-207-14290-5)Réédition, Gallimard, coll. « Folio SF » no 678, 2021, 480 p. (ISBN 978-2-07-292855-0) - Prix British Science Fiction du meilleur roman 2018
2. L'Armada de marbre, Denoël, coll. « Lunes d'encre », 2021 ((en) Fleet of Knives, 2019), trad. Mathieu Prioux, 384 p.  (ISBN 978-2-207-14363-6)Réédition Gallimard, coll. « Folio SF » no 705, 2022, 448 p. (ISBN 978-2-07-297200-3)
3. L'Éclat d'étoiles impossibles, Denoël, coll. « Lunes d'encre », 2022 ((en) Light of Impossible Stars, 2020), trad. Mathieu Prioux, 368 p.  (ISBN 978-2-207-14368-1)Réédition, Gallimard, coll. « Folio SF » no 732, 2023, 448 p. (ISBN 978-2-07-301834-2)

### SérieContinuance
1. (en) Stars and Bones, 2022
2. (en) Descendant Machine, 2023

### Romans indépendants
- (en) Silversands, 2010
- (en) The Recollection, 2011

### Recueils de nouvelles
- (en) The Last Reef, 2008
- (en) Entropic Angel and Other Stories, 2017